# دارن الیوت
دارن الیوت (انگلیسی: Darren Eliot؛ زادهٔ ۲۶ نوامبر ۱۹۶۱) بازیکن هاکی روی یخ اهل کانادا است.